# Angie (série de televisão)
Angie é uma sitcom americana que foi ao ar na ABC de fevereiro de 1979 até outubro de 1980.